# 疋田耕造
疋田 耕造（ひきた こうぞう、1929年（昭和4年）1月1日 - ）は、日本の実業家。コーナン商事創業者、初代代表取締役社長。

## 人物・来歴
和歌山県新宮市生まれ。1945年（昭和20年）大阪市立住吉商業高等学校卒業。1951年（昭和26年）関西大学文学部英文科卒業。
寺下石油、木津川タンカー勤務を経て、28歳で石油商社「木津川石油商会」を立ち上げ、1961年「港南石油商会」創業、1970年（昭和45年）石油販売会社・日本燃料販売設立。石油危機をきっかけに事業の多角化を図るため、1978年（昭和53年）ホームセンター事業のコーナン商事設立。ホームセンターの草分けとして発展し、近畿地区トップのチェーンに成長させ、2001年には東証一部上場を果たした。
中国製品輸入事務のために雇った34歳下の中国人女性と生計を一にする関係となったことから、当該女性の異例の昇進や億単位の貸付、不透明な取引などが問題となり、第三者委員会の調査の結果、取引先から女性へのリベートが発覚し、2013年（平成25年）代表取締役を引責辞任した。長男疋田直太郎を後任の代表取締役社長に据え、自身はコーナン商事取締役相談役に退いた。2019年（令和元年）疋田興産（元:トータル）代表取締役会長。

## 家族
- 長男・疋田直太郎‐芦屋大学を卒業後、1979年にコーナン商事入社。87年取締役店舗運営部長、89年常務取締役事業本部長を経て、91年に副社長就任、2002年から代表権を持ち、2013年より社長。[7]
- 娘は元宝塚歌劇団星組男役の涼紫央[8]。